# Diecéze Nejsvětější Trojice v Almaty
Diecéze Nejsvětější Trojice v Almaty je římskokatolická diecéze nacházející se v Kazachstánu.

## Území
Zahrnuje území Almatské, Kyzylordské, Turkestánské, Žambylské a Žetysuské oblasti.
Biskupským sídlem je město Almaty, kde se nachází hlavní chrám, katedrála Nejsvětější Trojice.

## Historie
Dne 7. července 1999 byla dekretem Kongregace pro evangelizaci národů zřízena z části území apoštolské administratury Kazachstán nová apoštolská administratura Almaty.
Dne 17. května 2003 byla administratura bulou Dilectae Almatensis papeže Jana Pavla II. povýšena na diecézi a přejmenována na současný název.

## Seznam biskupů
- Henry Theophilus Howaniec, O.F.M. (1999–2011)
- José Luis Mumbiela Sierra (od 2011)